# سد پوبوگو
سد پوبوگو (به لاتین: Pubugou Dam) یک سد خاکی و نیروگاه برقابی در چین است.